# Paral·lel 9° sud
El paral·lel 9° sud és una línia de latitud que es troba a 9 graus sud de la línia equatorial terrestre. Travessa l'oceà Atlàntic, l'Àfrica, l'Oceà Índic, el Sud-est Asiàtic, l'Australàsia, l'Oceà Pacífic i Amèrica del Sud.

## Geografia
En el sistema geodèsic WGS84, al nivell de 9° de latitud sud, un grau de longitud equival a 109,957 km; la longitud total del paral·lel és de 39.585 km, que és aproximadament 99,0% de la de l'equador, del que es troba a 995 km i a 9.007 km del pol Sud

## Arreu del món
A partir del Meridià de Greenwich i cap a l'est, el paral·lel 9° sud passa per: 
| Coordenades                             | País, territori o mar  | Notes |
| --------------------------------------- | ---------------------- | --- |
| 9° 0′ S, 0° 0′ E / 9.000°S,0.000°E      | Oceà Atlàntic          | |
| 9° 0′ S, 13° 1′ E / 9.000°S,13.017°E    | Angola                 | |
| 9° 0′ S, 21° 51′ E / 9.000°S,21.850°E   | R.D. del Congo         | |
| 9° 0′ S, 28° 27′ E / 9.000°S,28.450°E   | Llac Mweru             | |
| 9° 0′ S, 29° 1′ E / 9.000°S,29.017°E    | Zàmbia                 | |
| 9° 0′ S, 31° 56′ E / 9.000°S,31.933°E   | Tanzània               | Continent i illa de Kilwa Kisiwani |
| 9° 0′ S, 39° 32′ E / 9.000°S,39.533°E   | Oceà Índic             | Passa al nord de les illes de la Providència, Seychelles · Passa al sud de les illes de Java, Bali, Nusa Penida i Lombok, Indonèsia |
| 9° 0′ S, 116° 44′ E / 9.000°S,116.733°E | Indonèsia              | illa de Sumbawa |
| 9° 0′ S, 117° 32′ E / 9.000°S,117.533°E | Oceà Índic             | Estret de Sumba Mar de Savu - Passa al sud de l'illa de Flores (Indonèsia) |
| 9° 0′ S, 124° 48′ E / 9.000°S,124.800°E | Indonèsia              | illa de Timor - per uns 16 km |
| 9° 0′ S, 124° 56′ E / 9.000°S,124.933°E | Timor Oriental         | illa de Timor - per uns 14 km |
| 9° 0′ S, 125° 5′ E / 9.000°S,125.083°E  | Indonèsia              | illa de Timor - per uns 6 km |
| 9° 0′ S, 125° 8′ E / 9.000°S,125.133°E  | Timor Oriental         | illa de Timor |
| 9° 0′ S, 126° 8′ E / 9.000°S,126.133°E  | Mar de Timor           | |
| 9° 0′ S, 130° 59′ E / 9.000°S,130.983°E | Mar d'Arafura          | |
| 9° 0′ S, 140° 50′ E / 9.000°S,140.833°E | Indonèsia              | illa de Nova Guinea |
| 9° 0′ S, 141° 1′ E / 9.000°S,141.017°E  | Papua Nova Guinea      | illes de Nova Guinea i Parama |
| 9° 0′ S, 143° 27′ E / 9.000°S,143.450°E | Mar del Corall         | Golf de Papua |
| 9° 0′ S, 146° 36′ E / 9.000°S,146.600°E | Papua Nova Guinea      | illa de Nova Guinea |
| 9° 0′ S, 148° 31′ E / 9.000°S,148.517°E | Mar de Salomó          | Badia d'Oro |
| 9° 0′ S, 149° 7′ E / 9.000°S,149.117°E  | Papua Nova Guinea      | illa de Nova Guinea |
| 9° 0′ S, 149° 8′ E / 9.000°S,149.133°E  | Mar de Salomó          | Passa entre les illes d'Entrecasteaux i les Trobriand, Papua Nova Guinea |
| 9° 0′ S, 152° 23′ E / 9.000°S,152.383°E | Papua Nova Guinea      | illes de Nusam i Woodlark |
| 9° 0′ S, 152° 39′ E / 9.000°S,152.650°E | Mar de Salomó          | Passa al sud de les illes de Tetepare, Vangunu i Nggatokae, Illes Salomó |
| 9° 0′ S, 159° 2′ E / 9.000°S,159.033°E  | Illes Salomó           | Illes Russell |
| 9° 0′ S, 159° 16′ E / 9.000°S,159.267°E | Estret de Nova Geòrgia | Passa al nord de l'illa Savo, Illes Salomó |
| 9° 0′ S, 160° 3′ E / 9.000°S,160.050°E  | Illes Salomó           | Illes Nggela |
| 9° 0′ S, 160° 13′ E / 9.000°S,160.217°E | Estret Indispensable   | |
| 9° 0′ S, 160° 46′ E / 9.000°S,160.767°E | Illes Salomó           | illa de Malaita |
| 9° 0′ S, 161° 8′ E / 9.000°S,161.133°E  | Oceà Pacífic           | Passa entre els atols de Funafuti i Nukulaelae, Tuvalu · Passa al nord de l'atol Nukunonu, Tokelau |
| 9° 0′ S, 158° 3′ O / 9.000°S,158.050°O  | Illes Cook             | Illa Penrhyn |
| 9° 0′ S, 157° 56′ O / 9.000°S,157.933°O | Oceà Pacífic           | Passa al sud de les illes Nuku Hiva i Ua Huka, Polinèsia Francesa |
| 9° 0′ S, 78° 40′ O / 9.000°S,78.667°O   | Perú                   | |
| 9° 0′ S, 72° 57′ O / 9.000°S,72.950°O   | Brasil                 | Acre Amazonas Rondônia - per uns 8 km Amazonas - per uns 20 km Rondônia Mato Grosso Pará estat de Tocantins Maranhão Piauí estat de Bahia Pernambuco Bahia Pernambuco - per uns 13 km Bahia - per uns 5 km Pernambuco Alagoas - per uns 20 km Pernambuco - per uns 8 km Alagoas - per uns 15 km Pernambuco Alagoas |
| 9° 0′ S, 35° 12′ O / 9.000°S,35.200°O   | Oceà Atlàntic          | |